# Stefan Moore (Dokumentarfilmer)
Stefan Moore (* 1944) ist ein US-amerikanischer Dokumentarfilmer.
Stefan Moore drehte zwischen 1971 und 1974 zusammen mit John Reilly den Dokumentarfilm The Irish Tapes. Das Filmmaterial wurde in Nordirland mit einer Sony 3400 Portapak Videokamera aufgenommen.
Über die Produktionsbedingungen äußerten sich die Filmemacher später wie folgt: 

„The kind of location work we were doing with our portapak was really terra incognita. At that time no one had done much field work with portapaks, and as far as we knew, no one had taken them into difficult, and sometimes chaotic locations for extended periods, miles from repairs and spare parts. There was no one we could call for pointers or warnings; we were breaking new ground.“

Die Uraufführung von The Irish Tapes fand im 1969 in New York City gegründeten Global Village Media in Form einer Multichannel Installation statt. Auf der documenta 6 in Kassel wurde The Irish Tapes in einer 60-minütigen Fassung gezeigt.